# Tony Newton (Musiker)
Antonio Lloyd Newton (1948 in Detroit, Michigan) ist ein US-amerikanischer Bassgitarrist und Keyboarder.
Newton begann im Alter von sieben Jahren mit einer Klavierausbildung und wechselte dreizehnjährig zur Bassgitarre. Er hatte früh Gelegenheit, mit Blues-Legenden wie John Lee Hooker, T-Bone Walker und Little Walter aufzutreten. Im Alter von achtzehn Jahren kam er zum Label Motown Records und arbeitete in der Folgezeit mit Motown-Musikern wie Diana Ross, The Supremes, Martha Reeves & the Vandellas,
Marvin Gaye, Stevie Wonder, den Four Tops, The Temptations, Michael Jackson, The Jackson 5 und The Spinners. Außerdem trat er mit den Funk Brothers auf und bildete bei Hits wie Where Did Our Love Go, Stop in the Name of Love, Never Can Say Goodbye und Don’t Leave Me This Way gemeinsam mit James Jamerson die doppelte Bassbesetzung.
In den nächsten Jahren etablierte sich Newton als Musiker und Komponist. Er arbeitete mit Rock-, Pop- und Rhythm-and-Blues-Musikern wie Michael Jackson, Aretha Franklin, Smokey Robinson, Stevie Wonder, Gladys Knight und Little Richard und war Bassist, Sänger und Komponist der Fusion-Jazz-Gruppe The Tony Williams Lifetime. 1979/80 war er Mitglied der Hardrock-Gruppe G-Force, wo er mit dem Gitarristen Gary Moore auftrat und Titel wie You Kissed Me Sweetly und Dancing komponierte. Für die Sängerin Thelma Houston arbeitete Newton als Keyboarder, musikalischer Leiter, Komponist und Produzent.
Außerdem arbeitet Newton mit der eigenen Band White Dove Orchestra, komponierte Soundtracks für mehrere Filme, verfasste Bücher über Musiktheorie, Computertechnologie und Philosophie und komponierte ein Musical und eine Sinfonie, unterrichtet und gibt Workshops.

## Diskografie
- Les Girls. Mystic Pipers
- The Summit Symphony
- Circle of Love
- Maiden Voyage
- Oracle
- Novalight
- Novastreams
- Ocean Breezes

## Schriften
- Novaphonics – A Universal Harmony for a New Age
- Music Composition – Artistry and Science
- The Bass Bible
- The Magic and Joy of Creativity
- Music of Praise & Light
- Articles of Light